# Marc Ingla i Mas
Marc Ingla i Mas (Barcelona, 21 de gener de 1966) és un empresari català, exvicepresident de Màrqueting i Mèdia del Futbol Club Barcelona (2003-2008) i candidat a la presidència del Club en les eleccions de 2010.

## Biografia
Exalumne de l'Escola Thau, va estudiar enginyeria industrial a la Universitat Politècnica de Catalunya, amb intensificació en l'àrea de la Direcció d'Empreses. Professionalment es va iniciar com a consultor de sistemes a Accenture a Dallas (Estats Units) i Barcelona i com a consultor a The Monitor Company, consultoria d'estratègia de negocis establerta a Boston, Estats Units.
Va ser cofundador de Cluster Consulting (actualment Oliver Wyman) conjuntament amb Ferran Soriano, Javier Rubió, Marcel Rafart i Jordi Viñas, empresa creada el 1993 que es va convertir en líder del mercat en serveis de consultoria estratègica en el sector de les telecomunicacions amb cinc-cents consultors i deu oficines (Barcelona, Boston, Düsseldorf, Lisboa, Londres, Madrid, Múnic, París i Sao Paulo).
Posteriorment, va centrar la seva activitat en inversions, com a àngel inversor, promovent la innovació i donant oportunitats a joves emprenedors amb projectes en el sector de les noves tecnologies, Internet, mòbils i l'hostaleria. És soci de Nauta Capital, societat gestora de fons de capital de risc amb oficines a Barcelona i Boston.
Va invertir a l'empresa tecnològica Mangrove Capital Partners dirigida per Gérard Lopez i després es va convertir en director general de LOSC Lille el gener del 2017 quan Gérard Lopez va comprar el club. Al LOSC Lille, pretén tornar a aplicar els mètodes de gestió implementats al FC Barcelona malgrat un projecte més modest financerament. El maig de 2017, va presentar els esquemes del nou projecte del club, basats en una major cobertura mediàtica del club, una presència internacional més forta i la contractació de jugadors joves i prometedors detectats especialment per la feina de captació de talent de Luis Campos.

### Vicepresident del FC Barcelona
Durant la presidència de Joan Laporta, Marc Ingla va ser vicepresident de Màrqueting i Mèdia al Futbol Club Barcelona (2003-2007). En aquest període va negociar i signar l'acord de roba esportiva i de patrocini amb Nike. Va ser el responsable de negociar i signar els drets de televisió, i va negociar i signar l'acord de col·laboració amb UNICEF, i contractes de patrocini amb: Audi, Damm, Telefónica, Televisió de Catalunya, Betandwin, Acer, Toshiba, RACC, entre altres marques. Va signar i promocionar la Gira Asiàtica 2004. També va signar i promocionà la Gira Asiàtica de finals de la temporada 2004-2005, l'Asiàtica de l'estiu de 2005, la Gira Americana 2006 i la Gira Asiàtica 2007.
Durant la temporada 2007-2008 va ser vicepresident de l'àrea de futbol, contribuint a la construcció de l'equip guanyador de les sis copes entrenat per Pep Guardiola, juntament amb el director tècnic, Txiki Begiristain.
Marc Ingla va rellançar Barça TV amb una nova imatge, nova graella i captació de nous abonats i va enllumenar la proposta Barça TV online, així com del lloc web del FC Barcelona en àrab, japonès i xinès. Va crear el concepte de festes i activitats diverses al Camp Nou abans dels partits.

### Candidatura a la presidència del FC Barcelona 2010

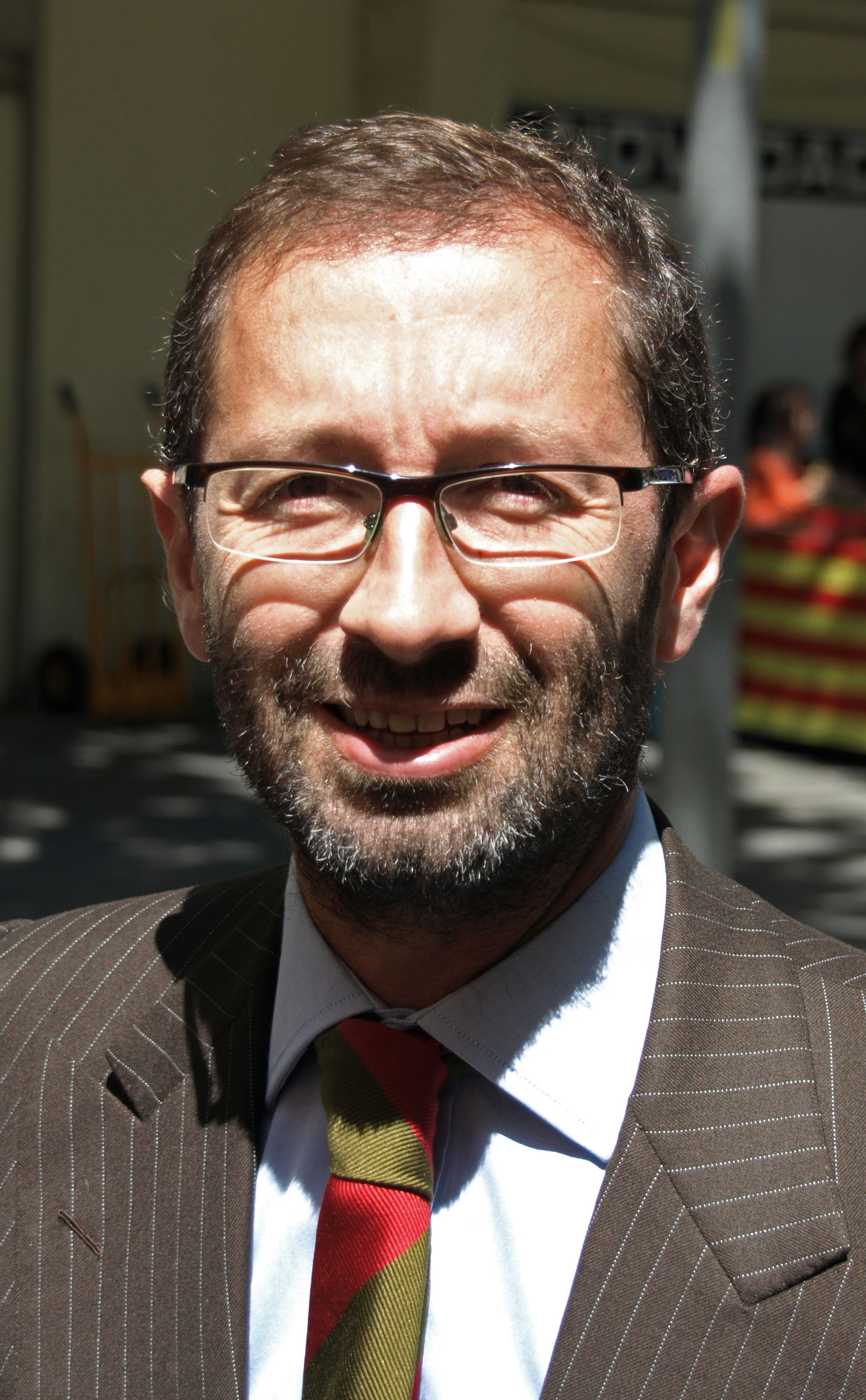
Marc Ingla

Marc Ingla va ser candidat a les eleccions a la presidència del Futbol Club Barcelona que es van celebrar el 13 de juny de 2010. En la seva candidatura hi figuraven els també exvicepresidents Ferran Soriano, Alfons Godall i Albert Vicens.
Ingla va centrar la seva campanya electoral en quatre pilars: continuïtat absoluta del model esportiu, nou impuls econòmic al club, foment de la participació del soci en la vida social i excel·lència institucional. Es va mostrar partidari d'aparcar el projecte de Norman Foster, no vendre el Miniestadi i continuar amb la marca Unicef en la samarreta blaugrana. La candidatura de Marc Ingla va ser considerada de centre, en mig de Jaume Ferrer i Graupera, candidat oficialista en un extrem del panorama electoral i Sandro Rosell en un altre. Ingla afirmà que «Ferrer representa el continuisme oficialista que, encara que hagi contribuït al model d'èxit, està molt sol, mentre que Rosell representaria l'opositor contradictori que, de cop, s'abraça tot allò a què va ser contrari des dels seus inicis».
Sandro Rosell guanyà les eleccions amb un 61,35 per cent dels vots, amb el suport de 35.021 socis. En segon lloc quedà Agustí Benedito amb el 14,09 per cent de suports (8.044 vots), Marc Ingla fou el tercer, amb un 12,29 per cent (7.014 vots), i Jaume Ferrer quedà en l'últim lloc, amb un 10,80 per cent (6.168 vots).